# Onychiurus pseudofimetarius
Onychiurus pseudofimetarius är en urinsektsart som beskrevs av James P. Folsom 1917. Onychiurus pseudofimetarius ingår i släktet Onychiurus och familjen blekhoppstjärtar. Inga underarter finns listade i Catalogue of Life.